# سیارک ۷۲۱۶
سیارک ۷۲۱۶ (به انگلیسی: 7216 Ishkov، نامگذاری:1977QQ2) هفت هزار و دویست و شانزدهمین سیارک کشف شده‌است که در ۲۱ اوت ۱۹۷۷ کشف شد.
قدر مطلق سیارک برابر ۱۴٫۰۰ است.